# Daniel Webber
Daniel Peter Webber (ur. 28 czerwca 1988 w Gosford) – australijski aktor, najbardziej rozpoznawalny jako Lee Harvey Oswald z miniserialu 22.11.63.

## Życiorys

### Wczesne lata
Urodził się w Gosford jako syn Vick i Petera Webberów. Jego ojciec przez 20 lat prowadził firmę usuwania drzew Tree Removal. Ma dwie siostry - starszą Kylie i młodszą Sarah. Wychował się w Central Coast w Nowej Południowej Walii, gdzie ukończył szkołę chrześcijańską Green Point Christian College. Trenował skoki na trampolinie i w 2000 roku wziął udział w ceremonii zamknięcia olimpiady letniej. Pracował jako technik dostępu linowego w turbinach wiatrowych.

### Kariera
Jego pierwsze doświadczenia aktorstwo miało miejsce na planie filmowym dramatu Davida Fielda Kombinacja (The Combination, 2009) z Firassem Diranim i Doris Younane. W latach 2009–2010 grał postać Dariusa Pikea w serialu K-9. Wystąpił także w serialu Cena życia (All Saints) i miniserialu Pył diabła (Devil's Dust) z Donem Hany. W 2015 roku wystąpił jako prześladowca Ryan Kelly w australijskiej operze mydlanej Seven Network Zatoka serc (Home and Away). 

## Wybrana filmografia

### Filmy
- 2009: Kombinacja (The Combination) jako Jason
- 2011: Śpiąca piękność (Sleeping Beauty) jako asystent sklepu detektywistycznego
- 2019: Brud (The Dirt) jako Vince Neil

### Seriale TV
- 2008: Cena życia (All Saints) jako Kieran Foster
- 2009-2010: K-9 jako Darius
- 2015: Zatoka serc (Home and Away) jako Ryan Kelly
- 2016: 22.11.63 jako Lee Harvey Oswald
- 2017: Punisher jako Lewis Walcott